# Telmo Zarra
Telmo Zarra, teljes nevén Telmo Zarraonandia Montoya, (Erandio, 1921. január 20. – Bilbao, 2006. február 23.) spanyol-baszk labdarúgó, csatár.
Karrierjét az Erandiónál kezdte, innen került egy év után az Athletic Bilbaóhoz. Itt igen gólérzékenyen játszott, hatszor is elnyerte a gólkirálynak járó Pichichi-trófeát. 251 találatával egészen 2014. november 22-én ő volt a spanyol bajnokság történetének legeredményesebb góllövője, ekkor az argentin Lionel Messi döntötte meg a rekordját. A kupában szerzett nyolcvanegy találata a mai napig rekord. Az ő nevéhez fűződött sokáig az egy szezonban szerzett legtöbb (38) gól is, azonban ezt előbb Cristiano Ronaldo, majd Messi adta át a múltnak negyven, illetve ötven találattal.
Bár a spanyol futball valaha volt egyik legnagyobb játékosa, a spanyol válogatottban mindössze hússzor lépett pályára. Itt is hihetetlenül sok gólt szerzett, a meccseihez hasonlóan húszat, vagyis átlagban minden egyes találkozón betalált az ellenfelek hálójába. Legsikeresebb kilencven perce a Svájc elleni volt, ahol a 6–3-as győzelemből négy találattal vette ki a részét. Ott volt az 1950-es világbajnokságon is, ahol négy gólt jegyzett.
Bilbaóból való távozása után még egy-egy évet játszott az Indauchunál és a Barakaldónál, majd harminchat évesen visszavonult.

## Pályafutása

### A kezdetek
Telmo Zarraonandia 1921. január 20-án született a baszkföldi Erandióban. Apja, idősebb Telmo Zarraonandia Erandio Asúa vasútállomásának főnöke volt, anyja Tomasa Montoya. A kis Telmo nagycsaládba született, ő volt a hetedik a tíz gyerek közül. A korszak megszokott viszonyaihoz képest jó körülmények között gyakorolhatott, ugyanis mivel két bátyja, Tomás és Domingo is focizott (előbbi az Arenas de Getxo csapatában), így ő a két báty elnyűtt labdáival játszhatott. A család részéről, mivel már ketten is futballoztak, nem volt pozitív annak a fogadtatása, hogy Telmo is ezzel szeretne foglalkozni. Ennek ellenére több kisebb csapatban (Asúa, Pitoverese) is megismerkedhetett a sportág alapjaival, és ezekben az években a „Telmito, a félénk” gúnynevet ragasztották rá.
Első igazi szerződését szülővárosa csapatával, az Erandióval írta alá, amely akkor a másodosztályban szerepelt. Zarra ebben az időszakban játszott a Bizkaia legjobbjaiból összeállított csapatban, és a Gipuzkoa legjobbjai ellen vívott találkozón a kilenc gólból hetet ő vállalt. Ebben az időszakban a spanyol polgárháború miatt megtépázott kerettel rendelkező Athletic Club játékosokat keresett, hogy feltöltse a csapatát, így került a képbe Zarra is, majd az 1940-41-es szezon elején csatlakozott is a bilbaóiakhoz.

### Az első sikerek
Első meccsét az Athletic Club színeiben 1940. szeptember 29-én, a Valencia ellen játszotta. Ez a meccs 2–2-es döntetlennel zárult, vagyis Zarra rögtön a bemutatkozása alkalmával, egészen pontosan tizenhét perc után betalált. A következő idény elején rövid időre elhagyta az Athleticet, ugyanis katonai szolgálatát Ceutában kellett eltöltenie. Visszatérése után érte el első igazán nagy sikerét. Ebben az évben az FC Barcelona és a Bilbao játszották a spanyol kupa (akkori nevén Copa del Generalísimo) döntőjét. Bár végül a Bilbao 4–3-ra kikapott, a baszkok Zarra 83. percben szerzett góljának köszönhették, hogy egyáltalán hosszabbításra tudják menteni a döntőt. Zarrának a hosszabbításban is volt egy lehetősége a gólszerzésre, a finálét a 101. percben Mariano Martín döntötte el a Barcelona javára.
Az 1942-43-as szezon volt hosszú idő óta a Bilbao legsikeresebb évada. Az Athletic olyan csapatok legyőzésével került ismét a kupadöntőbe, mint az Atlético de Madrid vagy a Valencia. A döntőben a másik spanyol óriás, a Real Madrid várt a Bilbaóra. Ezúttal sikeresebb volt a kupamenetelés, és sikerült feltenni az i-re a pontot, ugyanis Zarra góljával végül 1-0-ra az Athletic diadalmaskodott. Érdekesség, hogy ez az összecsapás is hosszabbításba torkollott, akárcsak az előző évi döntő. A bajnokság hasonlóan jól sikerült, ugyanis az idény végén a Bilbao megszerezte története ötödik bajnoki címét. A piros-fehérek három ponttal előzték meg a Sevillát, néggyel pedig a Barcelonát. Zarra a góllövőlista ötödik helyén zárt, tizenhét találattal, a Picihichi-trófea győztese ekkor Mariano Martín lett.
Zarra első komolyabb sérülését az 1943-44-es szezon elején szenvedte el, amikor a Barcelona ellen eltörte a kulcscsontját, és hosszú ideig nem játszhatott. Ez is közrejátszhatott abban, hogy ez volt az Athletic történetének egyik legrosszabb idénye, ugyanis a baszkok mindössze a tizedik helyen zártak, egyetlen pozícióval az osztályozós helyek felett. A rossz bajnoki szereplés ellenére a kupadöntő, és később a győzelem ismét összejött, ugyanis az 1944-es kiírás döntőjében az Athletic 2–0-ra diadalmaskodott a Valencia ellen. Zarrának is gyógyír volt ez a döntő a hosszú kihagyásra, ugyanis a győzelem mellett az ő nevéhez fűződött az első gól, a döntő harmincadik percében.
A következő idényben a Bilbao immár harmadszor jutott a spanyol kupa döntőjébe, ahol ezúttal a Valencia volt az ellenfél. Ezen a meccsen Zarra hihetetlen magasságokat és mélységeket is megjárt. A 21. percben ő szerezte csapata egyenlítő gólját, Amadeo Ibáñez találatára válaszolva, viszont a nyolcvanhatodik percben piros lapot kapott. Végül a kiállítást megúszta a csapat, ugyanis a sokáig 2–2-re álló találkozót a rendes játékidő hosszabbításában Rafael Iriondo góljával végül 3–2-re sikerült megnyerni. Ez volt Zarra pályafutása első és egyben utolsó kiállítása.

### A legsikeresebb évek
A karrierje csúcsán lévő Zarra a már említett 1944-45-ös idényben megszerezte pályafutása első Pichichi-trófeáját is, ugyanis huszonhat találkozón hússzor talált be az ellenfelek kapujába. Ezt még ötször ismételte meg, 1946-ban, 1947-ben, 1950-ben, 1951-ben és 1953-ban is ő lett a gólkirály Spanyolországban.
1945. március 11-én a spanyol válogatottban is bemutatkozhatott, az akkori szövetségi kapitány, Jacinto Quincoces egy Portugália elleni barátságos meccs előtt küldött neki először meghívót. Májusban a spanyolok ismét a portugálok ellen játszottak, és Zarra ez alkalommal megszerezte első két gólját a nemzeti csapatban.
1950. március 28-án Zarra és az Athletic visszatért a spanyol kupa döntőjébe, ahol az ellenfél ebben az évben a Valladolid volt. Bár a Valladolidnál relatíve kiscsapatról volt szó, elismerésre méltó volt az addigi menetelése, ugyanis a korábbi körökben kiütötte a Sevillát és a Real Madridot is, míg a Bilbao egy gólgazdag Valencia elleni elődöntő (5–1-es győzelem, és 6–3-as vereség, 8–7-es összesített gólarány) után jutott be ismét a fináléba. A Valladolid sokáig a fináléban is közel állt a meglepetéshez, ugyanis kilencven perc után 1–1-et mutatott az eredményjelző. A hosszabbításra azonban elfogyott az erő, és Zarra góljaival a Bilbao sima, 4–1-es győzelmet aratott. Négy góljával megdöntötte a kupadöntőben szerzett legtöbb találat rekordját.
Ez év nyarán Zarra részt vett az 1950-es világbajnokságon is, azonban a spanyol válogatott számára nem volt egyszerű a kijutás a brazíliai tornára. Az utolsó selejtezőn, Portugália ellen mindenféleképpen nyerniük kellett, hogy utazhassanak Dél-Amerikába. Végül a meccs sima, 5–2-es spanyol sikert hozott, a győzelemből Zarra két góllal vette ki a részét. A spanyolok az első csoportkörben az amerikaiakkal, Chilével és Angliával került össze. Az első meccsen, az USA ellen Igoával és Basorával osztoztak a gólokon (a végeredmény 3–1 Spanyolország javára), Chile ellen pedig Basora és Zarra vették be a dél-amerikaiak kapuját. A harmadik csoportmeccsen, Anglia ellen a spanyoloknak elég volt a döntetlen is a továbbjutáshoz, a szigetországiaknak viszont mindenképpen nyerniük kellett. A spanyolok egy támadásánál Ramallets, Alonso, Gaínza volt a labda útja, utóbbi Zarrához passzolt, aki pedig nem hibázott Bert Williamsszel szemben, így végül a spanyolok 1–0-ra nyertek, és százszázalékos teljesítménnyel jutottak tovább a csoportból. A második csoportkör már nem sikerült ennyire jól, és Spanyolország végül negyedikként zárt a világbajnokságon, többek között Zarra négy góljával.
Az 1950-51-es szezonban Zarra harminc meccsen szerzett harmincnyolc találata ismét gólkirályi címet eredményezett számára. Ezt a harmincnyolc találatot Hugo Sánchez 1986-ban csak beállítani tudta, és egészen az új évezredig kellett várni, hogy ez a rekord megdőljön, amikor 2011-ben Cristiano Ronaldo 40 találattal lett a spanyol bajnokság legeredményesebb játékosa. Később ezt Lionel Messi tovább javította, amikor ötvenszer talált be egy bajnoki idény alatt.
Az 1951-52-es szezonban Zarra elszenvedte pályafutása legsúlyosabb sérülését. November 25-én, az Atlético de Madrid elleni bajnokin az Atleti kapusa egy párharcnál ráesett a lábára, így meg kellett műteni. Ez azt jelentette, hogy a szezon teljes hátralévő részét ki kellett hagynia. Visszatérése évében 29 lejátszott meccsén 25 gólt jegyzett, 0,86-ot meccsenként.

### Az utolsó néhány idény
1954. április 19-én köszöntötték őt hosszú és rendkívül sikeres futballkarrierje miatt. Ezen a köszöntésen a spanyol futball sok akkori jelentős figurája tiszteletét tette, többek között Alfredo Di Stéfano, Antonio Puchades, Estanislao Basora, Agustín Gaínza, Eduardo Manchón, César vagy Francisco Lesmes.
Karrierje végén Zarra egyfajta mentorként tevékenykedett, főleg Eneko Arieta karrierjét egyengette a középpályás korai éveiben. Arietát tulajdonképpen Zarra utódjának kiáltották ki a csapatnál, és nem is okozott csalódást, ugyanis 170 gólt szerzett az Athletic Bilbao színeiben.
1955-ben hagyta el a Bilbaót, majd még két évet játszott a másodosztályban, anélkül, hogy pénzt kapott volna a játékáért. Első évében az Indauchut erősítette, majd utolsó évében elszerződött a Barakaldo Altos Hornos Vizcaya csapatához. 36 évesen vonult vissza, majd rövid ideig még játszott öregfiúk-csapatokban. Az ezeken a gálameccseken kapott pénzt jótékony célra ajánlotta fel.

## A pályán kívül
Visszavonulása után távolra került a labdarúgás világától, ugyanis előbb egy sportszerboltot, majd később egy éttermet nyitott, ahol élete hátralévő részében tevékenykedett a családjával.
Az igazi búcsúmeccsére egészen 1997-ig kellett várnia, amikor összetalálkozott az Athletic akkori elnökével, José María Arratéval. Zarra nehezményezte, hogy aktív játékosként nem kapta meg ezt az elismerést, azonban 1997. augusztus 17-én végre méltóképpen elbúcsúztatták a San Mamésban. Az Athletic Bilbao ellenfele egy ligaválogatott volt, amelyet Javier Clemente dirigált, aki korábban szintén játszott a piros-fehéreknél, valamint a klub trénere is volt. Az eseményen több ismert személyiség is jelen volt, például az 1954-es madridi, kevésbé ünnepélyes búcsúztatón is ott lévő Di Stéfano, vagy Kubala László, José María Maguregui, illetve Raael Iriondo. Zarra személy szerint korábbi nagy ellenfele, az angol Bert Williams jelenlétét értékelte a legjobban. Williams volt annak az angol csapatna a kapusa, amelyet 1950-ben a spanyolok 1–0-ra legyőztek. Ugyanebben az évben elismerést kapott az akkori spanyol királytól, I. János Károlytól is. A találkozó után Zarra elmesélése alapján egy alkalommal a király az ölében ült, amikor az uralkodó hatéves volt. Szintén 1997-ben találkozott II. János Pál pápával is, akinek egy Begoñai Szűz Mária-képet és egy aláírt labdát adott át.
Zarra 2006. február 23-án, egy infarktus következményeként hunyt el nyolcvanöt éves korában. Temetésére huszonhetedikén került sor, és ezen a napon egy utolsó emlékmeccset is játszottak, amelyen a Bilbao ellenfele a Villarreal volt. A Marca Zarra tiszteletére létrehozta a Zarra-díjat, amelyet a spanyol bajnokság legjobb spanyol góllövője kap minden évben. Halálakor számtalan klub, intézmény és neves személyiség fejezte ki részvétét az Athletic Club, valamint Zarra családja felé. Az első meccsen, amelyet Zarra halála után játszottak, a San Mamés közönsége egyperces gyászszünettel adózott emléke előtt. Ugyanezt megtették a Santiago Bernabéuban, a Camp Nouban, az Anoetában és a Ramón Sánchez Pizjuánban is.

## Statisztikái
| Klubstatisztikái   | Klubstatisztikái   | Klubstatisztikái   | Bajnokság | Bajnokság | Kupa  | Kupa | Összesen | Összesen |
| Szezon             | Klub               | Bajnokság          | Mérk.     | Gól       | Mérk. | Gól  | Mérk.    | Gól      |
| Spanyolország      | Spanyolország      | Spanyolország      | Bajnokság | Bajnokság | Kupa  | Kupa | Összesen | Összesen |
| ------------------ | ------------------ | ------------------ | --------- | --------- | ----- | ---- | -------- | -------- |
| 1939–40            | Erandio            | Segunda División   | 20        | 12        | 0     | 0    | 20       | 12       |
| 1940–41            | Athletic Club      | Primera División   | 8         | 6         | 0     | 0    | 8        | 6        |
| 1941–42            | Athletic Club      | Primera División   | 20        | 15        | 8     | 11   | 28       | 26       |
| 1942–43            | Athletic Club      | Primera División   | 17        | 17        | 8     | 8    | 25       | 25       |
| 1943–44            | Athletic Club      | Primera División   | 21        | 12        | 10    | 10   | 31       | 22       |
| 1944–45            | Athletic Club      | Primera División   | 26        | 20        | 9     | 14   | 35       | 34       |
| 1945–46            | Athletic Club      | Primera División   | 18        | 24        | 2     | 0    | 20       | 24       |
| 1946–47            | Athletic Club      | Primera División   | 24        | 33        | 6     | 3    | 30       | 36       |
| 1947–48            | Athletic Club      | Primera División   | 16        | 9         | 0     | 0    | 16       | 9        |
| 1948–49            | Athletic Club      | Primera División   | 26        | 22        | 10    | 9    | 36       | 31       |
| 1949–50            | Athletic Club      | Primera División   | 26        | 24        | 7     | 13   | 33       | 37       |
| 1950–51            | Athletic Club      | Primera División   | 30        | 38        | 6     | 8    | 36       | 46       |
| 1951–52            | Athletic Club      | Primera División   | 5         | 3         | 0     | 0    | 5        | 3        |
| 1952–53            | Athletic Club      | Primera División   | 29        | 24        | 7     | 5    | 36       | 29       |
| 1953–54            | Athletic Club      | Primera División   | 5         | 2         | 1     | 0    | 6        | 2        |
| 1954–55            | Athletic Club      | Primera División   | 6         | 2         | 0     | 0    | 6        | 2        |
| 1955–56            | Indautxu           | Segunda División   | 14        | 3         | 0     | 0    | 14       | 3        |
| 1956–57            | Barakaldo          | Segunda División   | 12        | 2         | 0     | 0    | 12       | 2        |
| Karrierje összesen | Karrierje összesen | Karrierje összesen | 323       | 268       | 74    | 81   | 397      | 349      |

## Válogatott góljai
| #   | Időpont           | Helyszín                                   | Ellenfél         | Állás | Végeredmény | Kiírás         |
| --- | ----------------- | ------------------------------------------ | ---------------- | ----- | ----------- | -------------- |
| 1.  | 1945. május 6.    | Riazor, A Coruña                           | Portugália       | 1–1   | 4–2         | Barátságos     |
| 2.  | 1945. május 6.    | Riazor, A Coruña                           | Portugália       | 2–1   | 4–2         | Barátságos     |
| 3.  | 1947. március 2.  | Riazor, A Coruña                           | Írország         | 1–2   | 2–3         | Barátságos     |
| 4.  | 1947. március 2.  | Dalymount Park, Dublin, Írország           | Írország         | 2–2   | 2–3         | Barátságos     |
| 5.  | 1949. március 20. | Oeiras, Portugália                         | Portugália       | 1–0   | 1–1         | Barátságos     |
| 6.  | 1949. június 12.  | Riazor, A Coruña                           | Írország         | 1–1   | 4–1         | Barátságos     |
| 7.  | 1949. június 12.  | Dalymount Park, Dublin                     | Írország         | 3–1   | 4–1         | Barátságos     |
| 8.  | 1950. április 2.  | Chamartín, Madrid                          | Portugália       | 1–0   | 5–1         | Barátságos     |
| 9.  | 1950. április 2.  | Chamartín, Madrid                          | Portugália       | 3–1   | 5–1         | Vb-selejtező   |
| 10. | 1950. június 25.  | Vila Capanema Stadion, Curitiba, Brazília  | Egyesült Államok | 3–1   | 3–1         | Világbajnokság |
| 11. | 1950. június 29.  | Maracanã Stadion, Rio de Janeiro, Brazília | Chile            | 2–0   | 2–0         | Világbajnokság |
| 12. | 1950. július 2.   | Maracanã Stadion, Rio de Janeiro, Brazília | Anglia           | 1–0   | 1–0         | Világbajnokság |
| 13. | 1950. július 13.  | Maracanã Stadion, Rio de Janeiro, Brazília | Brazília         | 1–6   | 1–6         | Világbajnokság |
| 14. | 1950. július 16.  | Pacaembu, São Paulo, Brazília              | Svédország       | 1–3   | 1–3         | Világbajnokság |
| 15. | 1951. február 18. | Chamartín, Madrid                          | Svájc            | 2–1   | 6–3         | Barátságos     |
| 16. | 1951. február 18. | Chamartín, Madrid                          | Svájc            | 3–2   | 6–3         | Barátságos     |
| 17. | 1951. február 18. | Chamartín, Madrid                          | Svájc            | 4–2   | 6–3         | Barátságos     |
| 18. | 1951. február 18. | Chamartín, Madrid                          | Svájc            | 6–3   | 6–3         | Barátságos     |
| 19. | 1951. június 10.  | Heysel Stadion, Brüsszel, Belgium          | Belgium          | 2–3   | 3–3         | Barátságos     |
| 20. | 1951. június 10.  | Heysel Stadion, Brüsszel, Belgium          | Belgium          | 3–3   | 3–3         | Barátságos     |

## Sikerei, díjai
- Bajnok: 1942-43
- Kupagyőztes: 1943, 1944, 1944-45, 1949-50, 1955
- Gólkirály: 1944-45, 1945-46, 1946-47, 1949-50, 1950-51, 1952-53